# Francisco Rubio y Pablos
Francisco Rubio y Pablos (Valladolid, 26 d'abril de 1815 - Madrid, 18 de desembre de 1891) fou un polític espanyol, diputat i senador durant la restauració borbònica. Durant els darrers anys del regnat d'Isabel II d'Espanya fou governador civil de diverses províncies com Jaén (1857, 1863 i 1864), Oviedo (1857), Múrcia (1858), Sevilla, València (febrer-juny de 1865, juliol de 1866), Alacant (desembre de 1863) i Barcelona. Fou el darrer governador civil de Barcelona abans de la revolució de 1868, arran de la qual va ser destituït.
Després de la restauració borbònica va militar en el Partit Conservador i fou elegit diputat pel districte de San Clemente (Conca) a les eleccions generals espanyoles de 1876 i 1879 i pel de Tarancón a les eleccions generals espanyoles de 1881 i 1884. En 1891 fou escollit senador per la província de Conca. Va morir poc després.